# Nuoto ai Giochi della XXX Olimpiade - Staffetta 4x100 metri stile libero femminile
La Staffetta 4x100 metri femminile  dei Giochi di Londra 2012 è stata disputata il 28 luglio. Vi hanno partecipato 16 nazionali che hanno schierato un totale di 84 atlete.
La gara è stata vinta dall'Australia davanti ai Paesi Bassi, battendo il record olimpico di questi ultimi.

## Record
Prima della competizione i record mondiale e olimpico erano i seguenti:
| Record mondiale | 3'31"72 | Paesi Bassi Inge Dekker (53"61) Ranomi Kromowidjojo (52"30) Femke Heemskerk (53"03) Marleen Veldhuis (52"78) | 19 agosto 2009 Roma, Italia  |
| Record olimpico | 3'33"17 | Paesi Bassi Inge Dekker (54"37) Ranomi Kromowidjojo (53"39) Femke Heemskerk (53"43) Marleen Veldhuis (52"58) | 10 agosto 2008 Pechino, Cina |

Durante la gara è stato stabilito il seguente primato:
| Data      | Evento | Nazione   | Atlete                                                                                         | Tempo   | Record          |
| --------- | ------ | --------- | ---------------------------------------------------------------------------------------------- | ------- | --------------- |
| 28 luglio | Finale | Australia | Alicia Coutts (53"90) Cate Campbell (53"19) Brittany Elmslie (53"41) Melanie Schlanger (52"65) | 3'33"15 | Record olimpico |

## Risultati

### Batterie
| Pos. | Nazione       | Atlete | Tempo   | Batt. | Corsia | Note |
| ---- | ------------- | --- | ------- | ----- | ------ | ---- |
| 1    | Australia     | Emily Seebohm (54"24) Brittany Elmslie (53"41) Yolane Kukla (54"61) Libby Trickett (54"08)                 | 3'36"34 | 2     | 3      | Q    |
| 2    | Stati Uniti   | Lia Neal (54"15) Amanda Weir (54"37) Natalie Coughlin (53"93) Allison Schmitt (54"08)                      | 3'36"53 | 1     | 4      | Q    |
| 3    | Paesi Bassi   | Marleen Veldhuis (54"73) Inge Dekker (53"79) Hinkelien Schreuder (55"62) Femke Heemskerk (53"59)           | 3'37"76 | 2     | 4      | Q    |
| 4    | Cina          | Tang Yi (53"86) Qiu Yuhan (54"85) Wang Haibing (54"14) Wang Shijia (55"06)                                 | 3'37"91 | 1     | 6      | Q    |
| 5    | Giappone      | Haruka Ueda (54"22) Yayoi Matsumoto (54"23) Miki Uchida (54"47) Hanae Itō (55"14)                          | 3'38.06 | 1     | 5      | Q    |
| 6    | Danimarca     | Pernille Blume (54"44) Mie Østergaard Nielsen (54"49) Lotte Friis (55"97) Jeanette Ottesen (53"19)         | 3'38.09 | 2     | 2      | Q,   |
| 7    | Gran Bretagna | Amy Smith (54"29) Jess Lloyd (54"53) Caitlin McClatchey (54"64) Rebecca Turner (54"75)                     | 3'38"21 | 1     | 2      | Q    |
| 7    | Svezia        | Sarah Sjöström (54"31) Michelle Coleman (54"14) Ida Marko-Varga (54"57) Gabriella Fagundez (55"19)         | 3'38"21 | 1     | 3      | Q    |
| 9    | Germania      | Britta Steffen (54"43) Silke Lippok (55"30) Lisa Vitting (54"77) Daniela Schreiber (54"66)                 | 3'39"16 | 2     | 5      |      |
| 10   | Russia        | Veronika Popova (54"30) Natal'ja Lovcova (55"00) Viktorija Andreeva (55"27) Margarita Nesterova (55.02)    | 3'39"59 | 1     | 7      |      |
| 11   | Canada        | Victoria Poon (54.67) Julia Wilkinson (54.38) Samantha Cheverton (54"93) Heather Maclean (55"62)           | 3'39"60 | 2     | 6      |      |
| 12   | Italia        | Alice Mizzau (55"17) Federica Pellegrini (54"28) Laura Letrari (55"74) Erika Ferraioli (54"55)             | 3'39"74 | 2     | 7      |      |
| 13   | Bielorussia   | Aljaksandra Herasimenja (53"85) Svetlana Khokhlova (54"96) Oksana Demidova (55"94) Yuliya Khitraya (55"92) | 3'40"67 | 1     | 8      |      |
| 14   | Nuova Zelanda | Tash Hind (55"93) Penelope Marshall (55"82) Amaka Gessler (55"77) Hayley Palmer (55"03)                    | 3'42"55 | 2     | 1      |      |
| 15   | Ungheria      | Ágnes Mutina (56"05) Evelyn Verrasztó (55"80) Éva Risztov (57"81) Eszter Dara (55"13)                      | 3'44"79 | 1     | 1      |      |
| 16   | Grecia        | Theodora Drakou (55"42) Nery Mantey Niangkouara (55"52) Theodora Giareni (57"26) Kristel Vourna (57"35)    | 3'45"55 | 2     | 8      |      |

### Finale
| Pos.    | Nazione       | Atlete                                                                                             | Tempo   | Corsia | Note                |
| ------- | ------------- | -------------------------------------------------------------------------------------------------- | ------- | ------ | ------------------- |
| Oro     | Australia     | Alicia Coutts (53"90) Cate Campbell (53"19) Brittany Elmslie (53"41) Melanie Schlanger (52"65)     | 3'33"15 | 4      | Record olimpico     |
| Argento | Paesi Bassi   | Inge Dekker (54"67) Marleen Veldhuis (53"80) Femke Heemskerk (53"39) Ranomi Kromowidjojo (51"93)   | 3'33"79 | 3      |                     |
| Bronzo  | Stati Uniti   | Missy Franklin (53"52) Jessica Hardy (53"53) Lia Neal (53"65) Allison Schmitt (53"54)              | 3'34"24 | 5      | Record panamericano |
| 4       | Cina          | Tang Yi (53"58) Qiu Yuhan (54"49) Wang Haibing (54"03) Pang Jiaying (54"65)                        | 3'36"75 | 6      |                     |
| 5       | Gran Bretagna | Amy Smith (54"27) Francesca Halsall (53"29) Jess Lloyd (54"65) Caitlin McClatchey (54"81)          | 3'37"02 | 8      |                     |
| 6       | Danimarca     | Pernille Blume (54"52) Mie Østergaard Nielsen (54"04) Lotte Friis (55"72) Jeanette Ottesen (53"24) | 3'37"45 | 7      | Record nazionale    |
| 7       | Giappone      | Haruka Ueda (54"34) Yayoi Matsumoto (54"52) Miki Uchida (54"43) Hanae Itō (54"67)                  | 3'37"96 | 2      |                     |
| -       | Svezia        | Michelle Coleman (54"57) Sarah Sjöström (53"91) Ida Marko-Varga (55"01) Gabriella Fagundez(-)      | -       | 1      | DSQ                 |